# いいちこ
いいちことは、大分県の方言で「いい（よい）」を意味する言葉。

## 「いいちこ」の意味
言葉としての「いいちこ」という表現は、大分県の中でも主として宇佐市や中津市などの北部で用いられている。
「～ちこ」はこの地方独特の強調表現であり、大分の他の地方でも用いられる「～ちゃ」と同等もしくはさらにその強調型といえる。「～ちゃ」＋「こん（この）」が結合して「～ちこ」となったものと考えることができよう。「こん」は、（しばしば「こーん」と変化して）間投詞として用いられることも多いが、ときに語尾に置かれて、表現を強めるために用いられる。
「いいちこ」は、すなわち「いい（よい）」の強調型であるが、この場合の「いい」は、価値を積極的に評価する場合などの「いい」であるというよりも、むしろ、断り・拒絶としての「いい」である場合が多い。
価値を積極的に評価する意味での「いい」を強調する「いいちこ」という表現も時として聞かれないわけではないが、こうした用法は非常に稀であるといえる。
断り・拒絶の強調表現としての「いいちこ」の用例として次のような会話が挙げられる。
母「ひろしちゃん、今日はさーみなっき、こん上着を着ちいきない（ひろしちゃん、今日は寒くなるから、この上着を着ていきなさい）」
ひろし「いいちゃ。今日は、ずっとぬっかろうけん（いいよ。今日は、ずっと暖いだろうから）」
母「風邪（かじぃ）引いたらつまらんき、着ちいきないちゃ（風邪を引いたら困るから、着ていきなさいよ）」
ひろし「いいちゃ（いいよ＝要らないよ）」
母「着ていきないちこ（着ていきなさいってば！）」
ひろし「いいちこ（いいってんだよ!＝要らないってば！）」